# 科夫諾省

1867-1914年的立陶宛，橙色為科夫諾省

科夫諾省（Ковенская губерния）是俄羅斯帝國的一個省，位於今日立陶宛北部，首府科夫諾。
面積40,641.36平方公里，1894年人口為 1,638,374人。1843年自維爾紐斯省分出。下分七縣。